# ليونارد بيتس
ليونارد بيتس (بالإنجليزية: Leonard Pitts)‏ (11 أكتوبر 1957 في الولايات المتحدة)؛ صحفي وروائي أمريكي. درس في جامعة كاليفورنيا الجنوبية.